# Боде, Николай Андреевич
барон Николай Андреевич де Боде (28 ноября 1860 — 9 ноября 1924) — генерал-лейтенант Российской императорской армии; участник Русско-японской и Первой мировой войн: кавалер ордена Святого Георгия 4-й степени и Золотого оружия. Эмигрировал в Югославию.

## Биография
Родился 28 ноября 1860 года в баронской семье Боде. Обучался в Нижегородском графа Аракчеева кадетском корпусе, которое окончил в 1880 году.
1 сентября 1880 года вступил на службу в Российскую императорскую армию. В 1882 году окончил 2-е военное Константиновское училище по 1-му разряду, откуда был выпущен в 14-й пехотный Олонецкий полк со старшинством с 7 августа того же года в чине подпоручика, затем был переведен в гвардию. 7 августа 1886 года получил старшинство в чине поручика. 21 марта 1891 года получил старшинство в чине штабс-капитана. В течение одного года был заведующим командой, затем в течение 2 лет и 5 месяцев был командиром роты. С 22 ноября 1860 года по 28 октября 1900 года находился при Симбирском кадетском корпусе в должности офицера-воспитателя. 30 августа 1894 года получил старшинство в чине капитана. 15 апреля 1897 года получил старшинство в чине подполковника. В течение 4 лет и 6 месяцев был командиром батальона, затем в течение двух лет заведовал хозяйством полка. По состоянию на 25 января 1901 года служил в 82-м пехотном Дагестанском полку. В 1905 году «за отличие по службе» получил чин полковника со старшинством с 5 октября 1904 года. По состоянию на 1 января 1905 года служил в 84-м пехотном Ширванском полку. С 17 марта 1903 года по 12 мая 1907 года был командиром 4-го батальона в 148-м пехотном Каспийском полку. Принимал участие в русско-японской войне.
С 12 мая 1907 года по 30 мая 1912 был командиром 95-го пехотного Красноярского полка. 30 мая 1912 года «за отличие по службе» был произведен в генерал-майоры со старшинством. 30 мая 1912 года был назначен командиром лейб-гвардии Санкт-Петербургского полка. С 7 октября 1914 года по 12 мая 1915 года был командиром 1-й бригады 3-й гвардейской пехотной дивизии. 12 мая 1915 года был назначен командующим 57-й пехотной дивизии. По состоянию на 10 июля 1916 года находился в том же чине  и в той же должности. 18 июля 1916 года на основании Георгиевского статута был произведен в генерал-лейтенанты со старшинством с 30 мая 1916 года и с утверждением в должности начальника дивизии.
В 1917-1918 году представитель Добровольческой Армии в Крыму, возглавлял Крымский центр. Поскольку германские оккупационные власти не разрешали формирование офицерских частей занимался переправкой добровольцев. После ухода немцев сформировал и возглавил (с 10.10.1918 по 27.12.1918) Крымский отряд (Добровольческой армии). Его войска прикрывали Перекопский перешеек.
Эмигрировал в Югославию, где был членом Высшего Совета Союза русских военных инвалидов. Скончался 9 ноября 1924 года в Осиеке (Югославия, ныне Хорватия).

## Семья
Родным братом Николая Боде был полковник Российской императорской армии барон Владимир Андреевич Боде (род. 1857). Николай Боде был женат и имел семерых детей.
Дочь Софья Николаевна де Боде (1897 — 1918), прапорщик, участвовала в Белом движении, погибла при штурме Екатеринодара.

## Награды
Николай Андреевич Боде был пожалован следующими наградами:
- Орден Святого Георгия 4-й степени (29 марта 1906) — «за отличие в боях с японцами с 13-го по 22-е февраля 1905 года у д. Лютзятунь, где отбил 13 атак японцев»[1][2];
- Золотое оружие (25 февраля 1906)[1][2];
- Орден Святого Владимира 2-й степени с мечами (18 марта 1916)[1];
- Орден Святого Владимира 3-й степени (1908)[2]; мечи к ордену (21 мая 1915)[1];
- Орден Святой Анны 1-й степени с мечами (21 мая 1915)[1];
- Орден Святой Анны 2-й степени (1907)[1][2];
- Орден Святой Анны 3-й степени (1903)[2];
- Орден Святого Станислава 1-й степени (1913); мечи к ордену (30 апреля 1915)[1][2];
- Орден Святого Станислава 2-й степени с мечами (1905)[1][2];
- Орден Святого Станислава 3-й степени (1896)[2].